# Adolf Scherzer

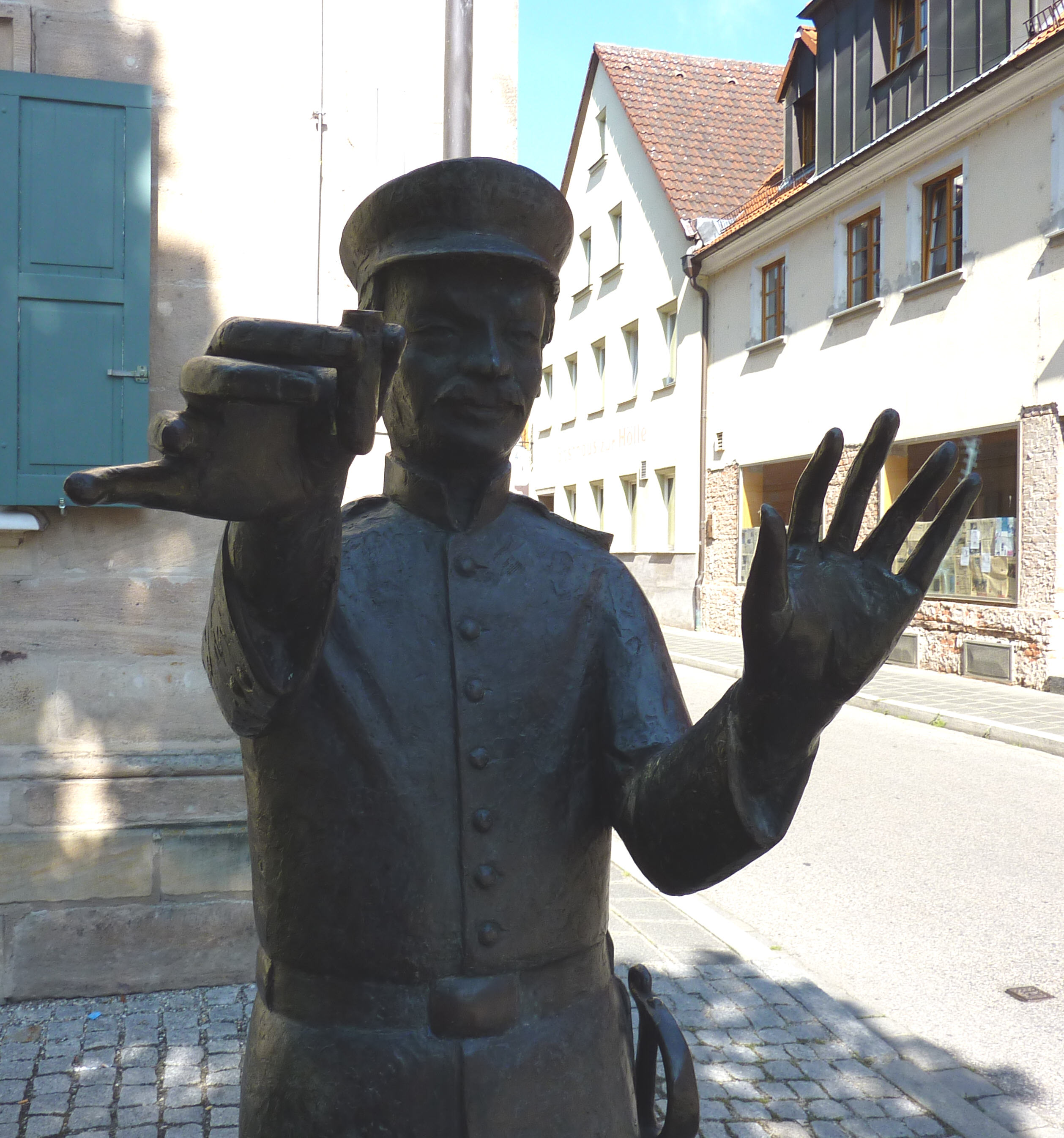
Standbeeld van Adolf Scherzer in Neustadt an der Aisch

Jacob Philipp Adolf Scherzer (Neustadt an der Aisch, 4 november 1815 – Ingolstadt, 23 januari 1864) was een Duits componist en militaire kapelmeester.

## Levensloop
Adolf (eigenlijk: Adolph) Scherzer was een zoon uit de Frankense muzikale familie Scherzer, die een groot invloed op de muzikale ontwikkeling in Erlangen en Ansbach gehad heeft. Op 18-jarige leeftijd werd hij lid van de Militaire muziekkapel van het 7e Infanterie-Regiment in Ingolstadt. In 1841 werd hij tot Königlich Bayerischer Musikmeister benoemd en werd dirigent van dit militaire orkest. In deze tijd schreef hij verschillende marsen, van die de om 1850 ontstane  Bayerische Avancier- und Defiliermarsch (Armeemarsch II, Nr. 246) ook bekend als Ingolstädter Parademarsch en de 6er Marsch de bekendste zijn. Scherzer is op de begraafplaats te Ingolstadt begraven.
In zijn geboortestad is een straat naar hem benoemd: Adolf-Scherzer-Str.